# Route nationale 2 (Guyane)
Pour les articles homonymes, voir Route nationale 2.
La route nationale 2 est une route nationale reliant Matoury à Saint-Georges-de-l'Oyapock à la frontière entre la France et le Brésil,.
Elle est surnommée « La Route de l'Est » et elle mesure 185 km.

## Description
La route nationale 2 commence à Matoury en banlieue de Cayenne, à son intersection avec la Route nationale 1.
La route nationale 2 a été initialement construite pour relier Cayenne à l'aéroport international Félix-Éboué.
Dans les années 1970, la route a été prolongée jusqu'à Régina en tant que route non bitumée.
Dans les années 1990, les travaux de prolongement de la route jusqu’à Saint-Georges ont commencé.
En 2003, le tronçon de Saint-Georges a été ouvert.
Le pont sur le fleuve Oyapock a été inauguré le 18 mars 2017, reliant la Guyane française au Brésil.
Depuis le 1er mars 2013, un barrage permanent de gendarmerie (sur la rive ouest du pont de Régina (4° 17′ 23,04″ N, 52° 08′ 18,87″ O) permet le contrôle de tous les véhicules, afin de lutter contre les différents trafics, comme l'orpaillage clandestin, ou les passages de clandestins.

## Histoire
La construction de cette route a été le grand chantier routier des années 1990-2010 en Guyane.
En traversant la frontière entre la France et le Brésil par le pont sur l'Oyapock, achevé en 2011, la route est prolongée par la BR-156 qui rejoint Oiapoque.
En raison des conditions météorologiques en saison des pluies, ce chantier a été particulièrement difficile. Pour les mêmes raisons, la route, terminée en 2005, subit une dégradation continuelle que les services d'entretien peinent à contenir (présence de nids de poule, surtout sur la section Régina Saint-Georges.

## Tracé
- Matoury
- Montsinéry-Tonnégrande
- Roura
- Régina
- Saint-Georges
- Frontière entre la France et le Brésil

## Sites naturels
- Parc naturel régional de Guyane
- Forêt de Tibourou
- Forêt de Kounamari
- Forêt de Régina Saint-Georges

## Galerie

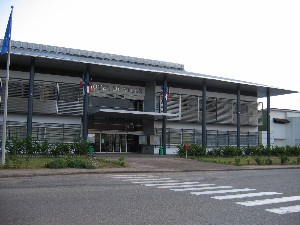
Mairie de Matoury.
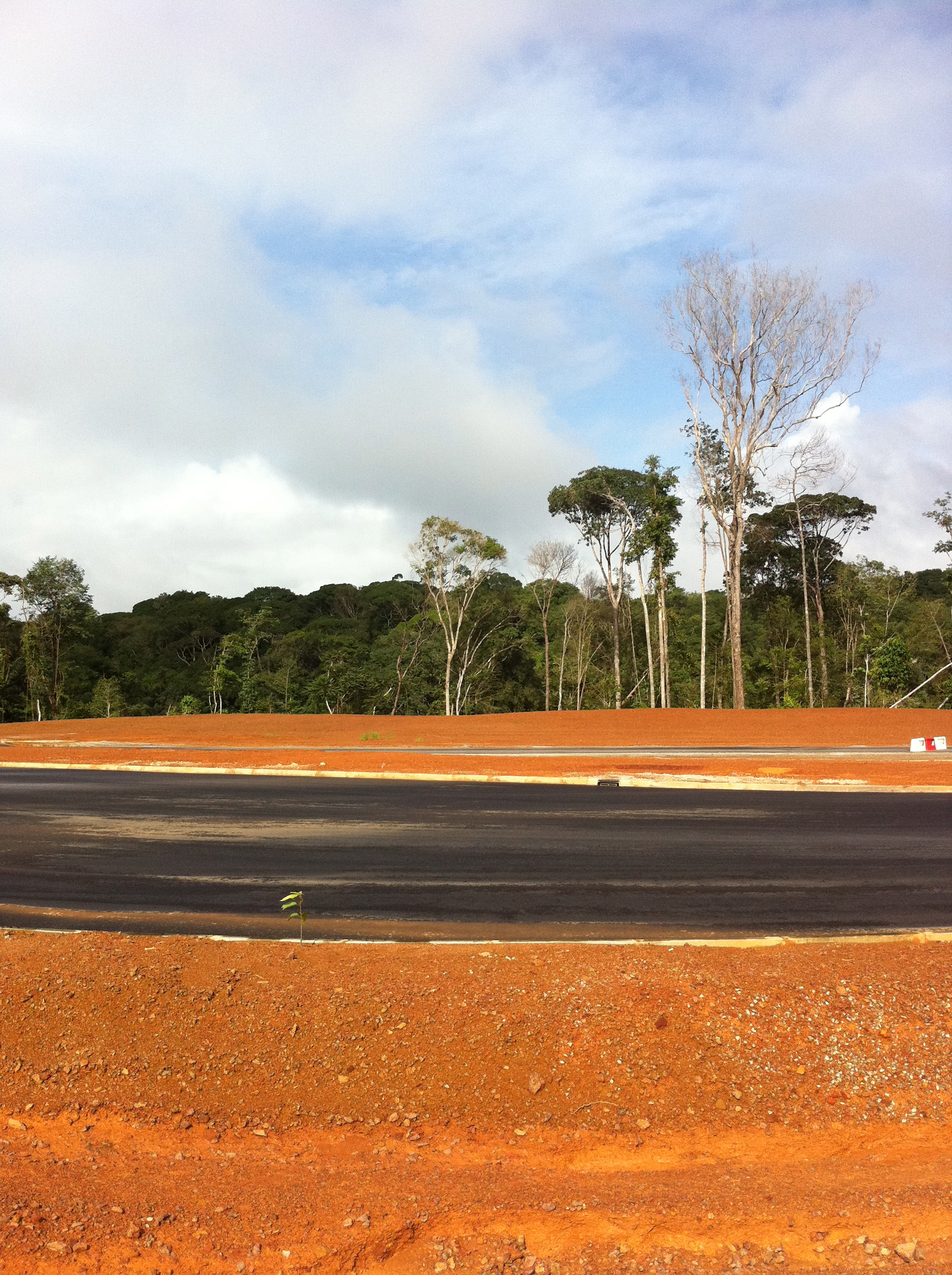
RN2 route vers le pont.
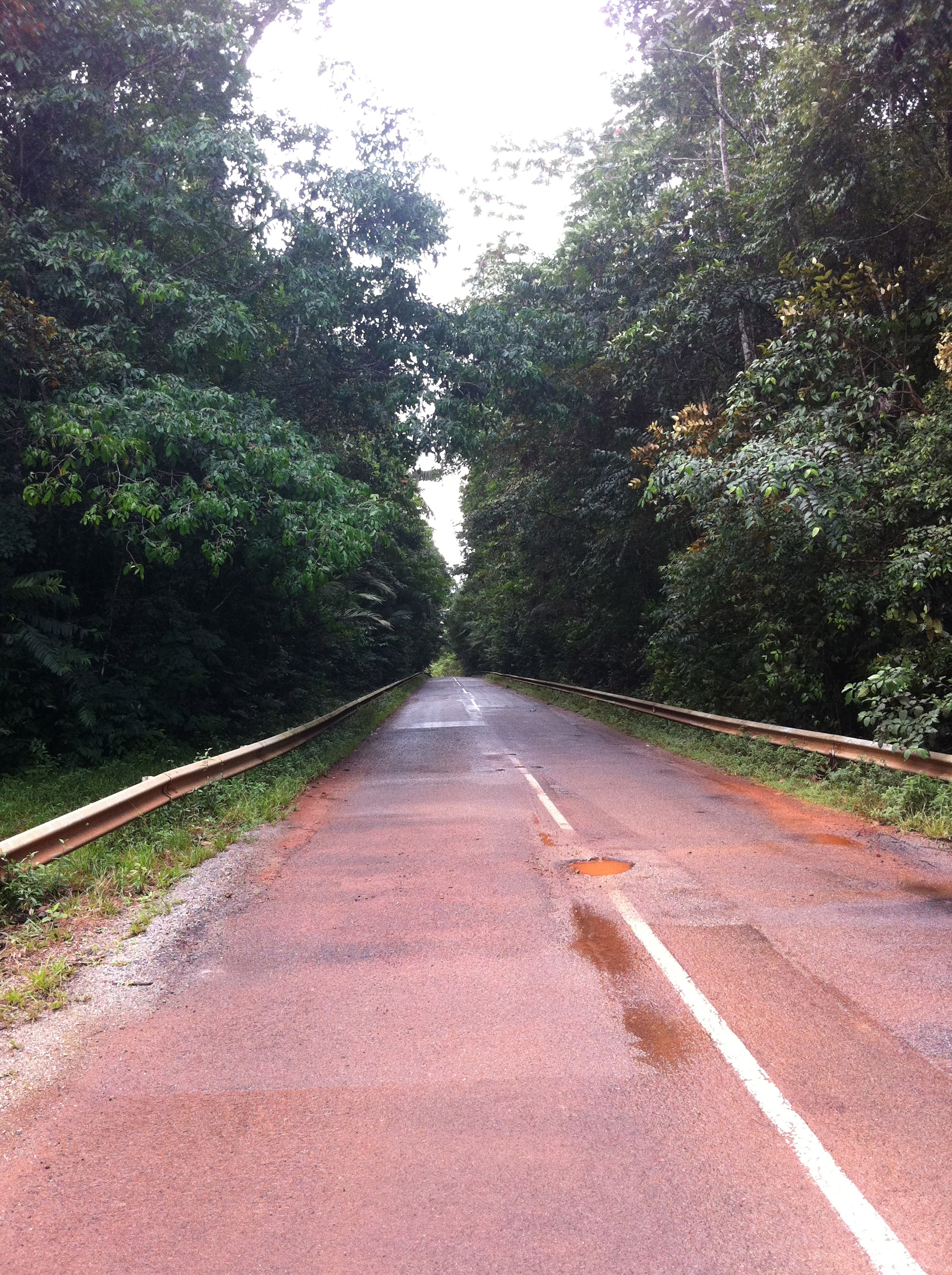
Point kilométrique 155.